# 谷营镇
谷营乡，是中华人民共和国河南省開封市兰考县下辖的一个乡镇级行政单位。

## 行政区划
谷营乡下辖以下地区：
谷西村、中东村、中西村、四明一村、四明二村、四明三村、袁寨村、谷东村、碱庄村、东张村、西张集村、凡集村、代寨村、高一村、高二村、马寨村、文集村、李门庄村、岳寨村、姚寨村、谷营张庄村、金庙村、霍寨村、蔡集村、陈庄村和新庄村。